# Institut supérieur des techniques médicales de Nyakunde
 (novembre 2024).
L'Institut supérieur des techniques médicales de Nyakunde (ISTM Nyakunde) est une institution d'enseignement supérieur située dans le territoire d'Irumu, province de l'Ituri, en République démocratique du Congo. Il assure des formations médicales et paramédicales.
L'institut comporte aujourd'hui 7 domaines d'étude, dont sciences infirmières, biologie médicale, sciences pharmaceutiques, gestion des organisations de santé, santé communautaire, sage-femme et sciences des aliments-nutrition-diététique.

## Historique
L'ISTM Nyakunde a été créé en septembre 1991 et a ouvert ses portes solennellement le 12 octobre 1994 à Nyankunde dans la collectivité des Andisoma dans le but de former des professionnels de santé qualifiés pour répondre aux besoins pressants des populations de l'Ituri et d'autres provinces voisines[réf. nécessaire]. Il a également joué un rôle central dans les réponses humanitaires face aux crises sanitaires et aux épidémies, comme la lutte contre le virus Ebola[réf. nécessaire].
À la suite de la guerre qui a eu lieu à Nyankunde, le campus était abandonné et détruit en septembre 2002[réf. nécessaire].
Après avoir fonctionné à Oïcha dans le Nord-Kivu pendant 5 ans, l’ISTM est rentré définitivement à Bunia, dans la Province de l’Ituri, en octobre 2007. En novembre 2019, l’ISTM Nyankunde a fêté son jubilé d’argent, soit ses vingt-cinq ans d’existence. S’agissant de la formation qu’offre l’ISTM Nyankunde, elle s’échelonne sur deux cycles au terme desquelles le candidat obtiendra le diplôme de licence (LMD) et de licence en format classique[réf. nécessaire]. 
Selon le Ministère de l’Enseignement Supérieur et Universitaire (MESU), l'ISTM Nyakunde fait partie des institutions accréditées dans la région, garantissant un enseignement conforme aux normes nationales de formation médicale[réf. nécessaire].

## Localisation
L'institut est situé à Nyakunde, une localité stratégique du territoire d'Irumu, à environ 45 km de la ville de Bunia. Cette région est également connue pour son hôpital général de référence de Nyakunde, qui joue un rôle central dans les stages pratiques pour les étudiants[réf. nécessaire].
En raison de l’insécurité liée aux conflits armés dans l’Ituri, certaines activités académiques ont été temporairement déplacées vers des zones plus sécurisées.